# Улица Свердлова (Качканар)
Улица Свердло́ва (до 1965 года — Магистра́льная) — центральная улица Качканара. Наряду с улицей Гикалова, является одной из двух улиц города, носящих имя политического деятеля.

## География
Улица берёт начало в промзоне Качканарского ГОКа на северо-востоке города, идёт строго на запад, делает два затяжных поворота у Дворца культуры и у бывшего троллейбусного кольца, поднимаясь далее по рельефу строго на запад. Таким образом, улица проходит через весь город, являясь его главной транспортной магистралью.

## История
В начале 1960-х годов на месте нынешней улицы была узкая лесная тропинка, по которой перемещались жители строящегося города и комбината. К 1968 году в месте, где улица делает затяжной поворот был построен Дворец культуры, при этом уровень проезжей части оказался на высоте 2-го этажа здания дворца. Под руководством первого секретаря Качканарского горкома партии Д. И. Гикалова улица Магистральная была расширена, были произведены объёмные работы по выемке грунта с установкой подпорной стенки вдоль улицы. В 1986 году стенка длиной 260 метров была смонтирована из плит длиной от 1,5 до 4,5 метров и шириной 40 см, изготовленных на Качканарском заводе ЖБИ. С 1998 года стена, получившая в народе прозвище «китайской», ко Дню города (отмечается 27 мая) украшается коллективными детскими рисунками и граффити.
4 июня 1965 года решением № 153 исполкома Нижнетуринского городского Совета депутатов трудящихся улица Магистральная была переименована в улицу Свердлова.
В 1970-е годы на улице Свердлова по инициативе городского архитектора В. Б. Торопова по проектам московских архитекторов были построены три 12-этажных дома (№ 12, 14 и 16), получившие народное название «трилистники Торопова» и ставшие со временем визитной карточкой города. Качканарские 12-этажки изображены на открытках и многих изданиях о городе. Напоминающие в плане трилистники дома стали образным воплощением друз горного хрусталя и архитектурной антитезой горе Качканар.
В 1972 году по инициативе Гикалова в Качканаре началось строительство троллейбусной линии, запуск которой состоялся 11 ноября 1972 года. Троллейбусы ходили по улице Свердлова и связывали промплощадку комбината с городом. Линия, не имевшая разрешения на эксплуатацию, просуществовала до 1984 года, когда была демонтирована.

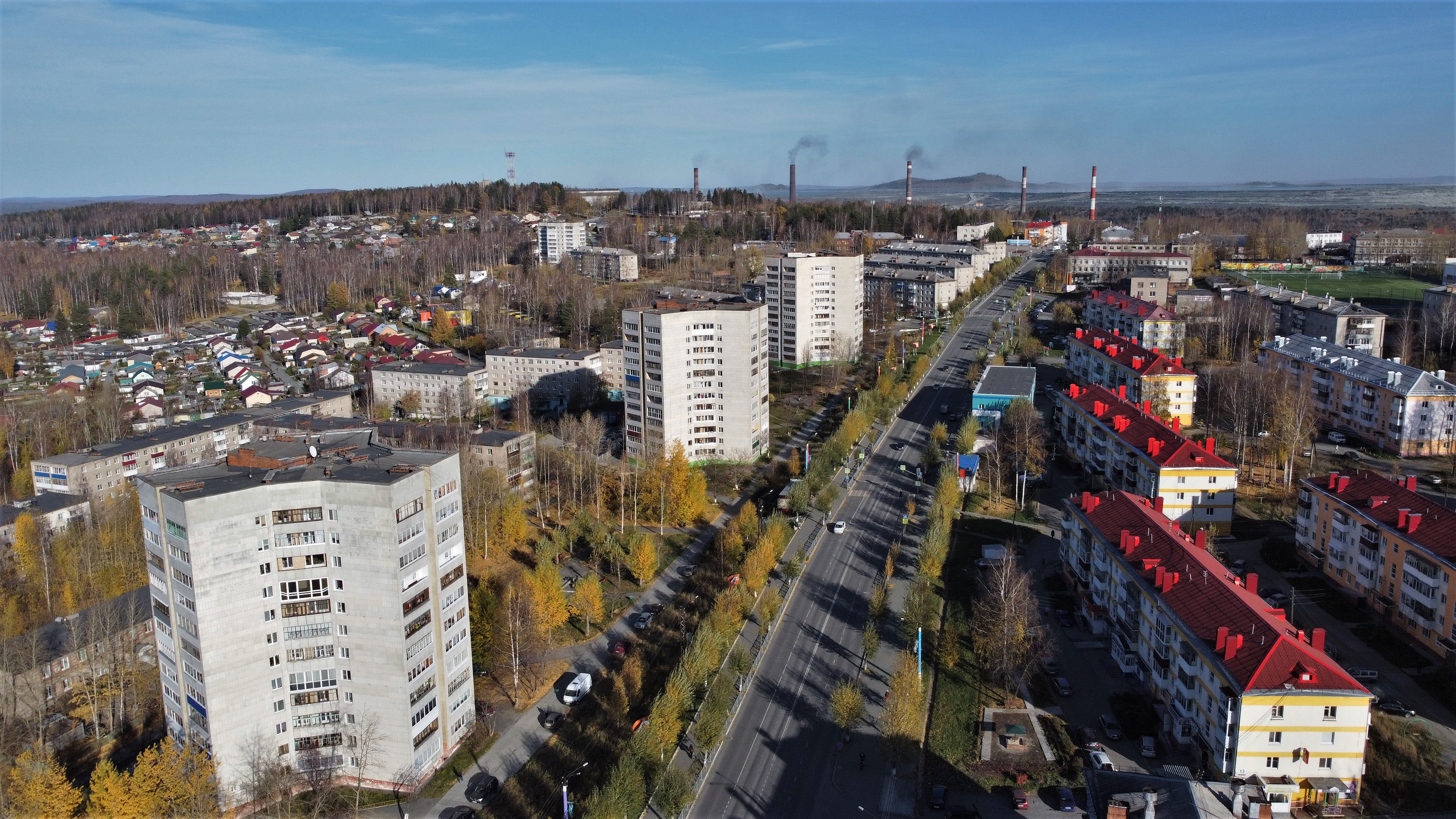
Вид с высоты на 12-этажки
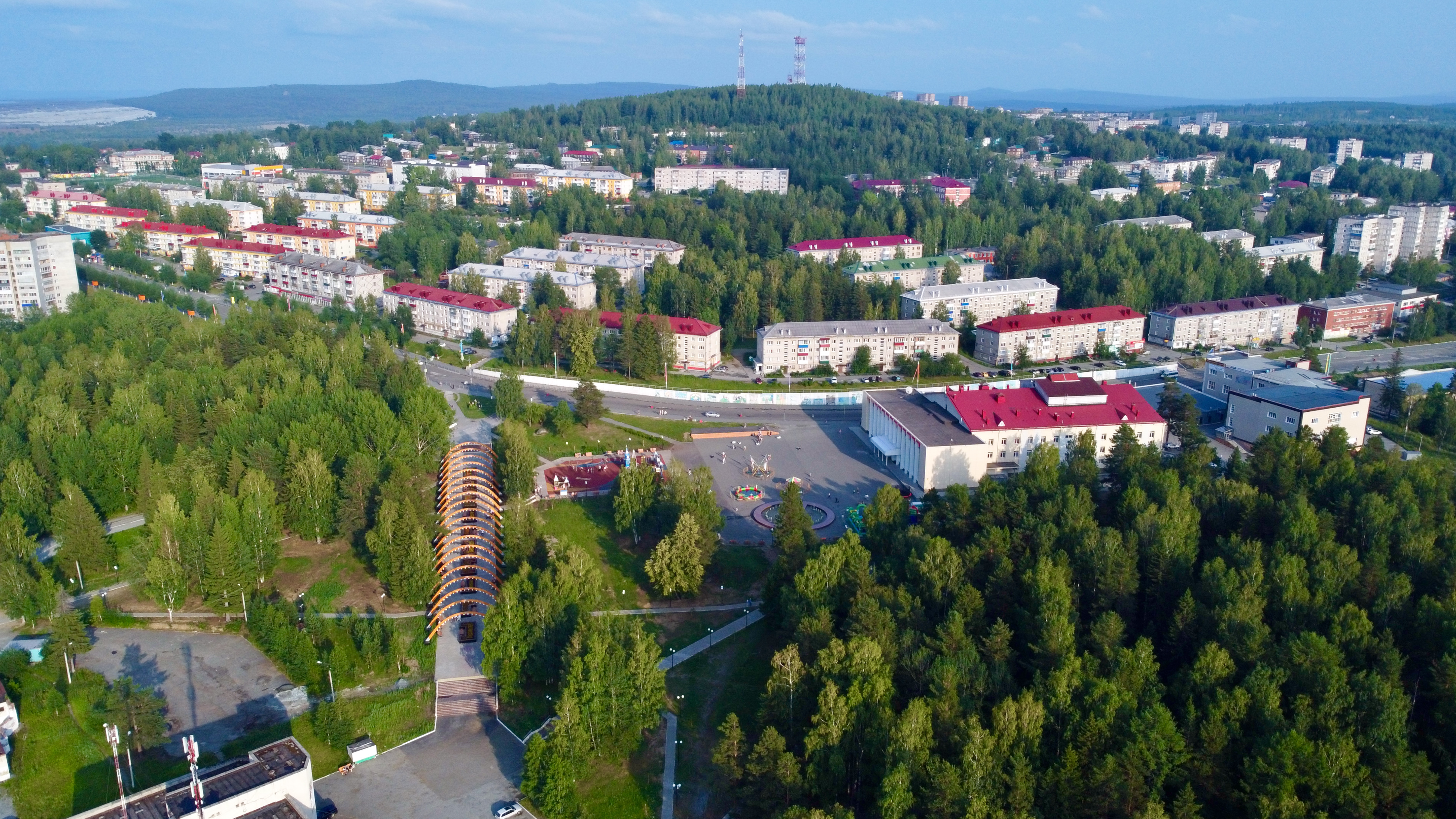
В центре Дворец культуры и Аллея арок
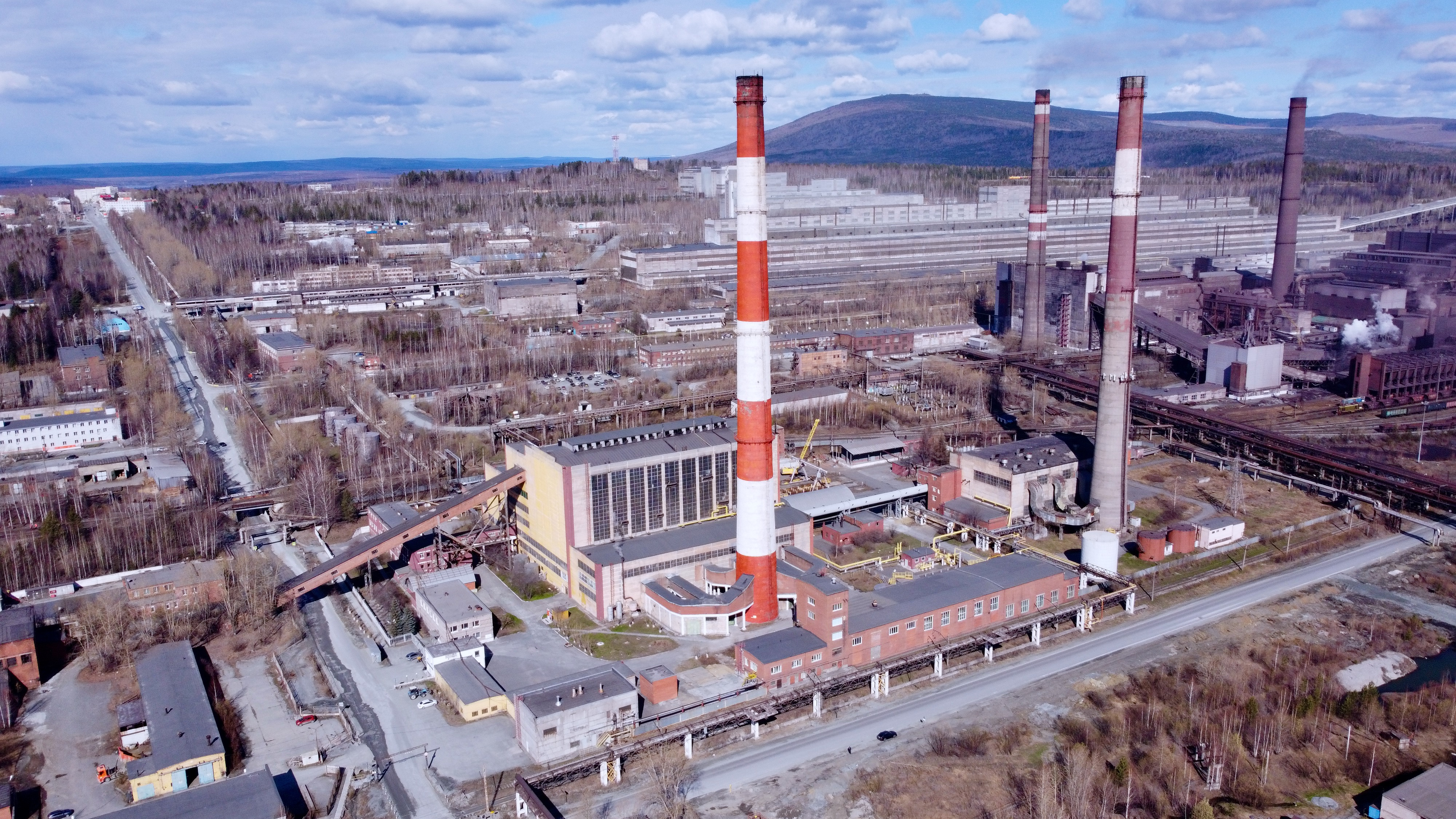
Качканарская ТЭЦ и начало улицы (слева) в промзоне
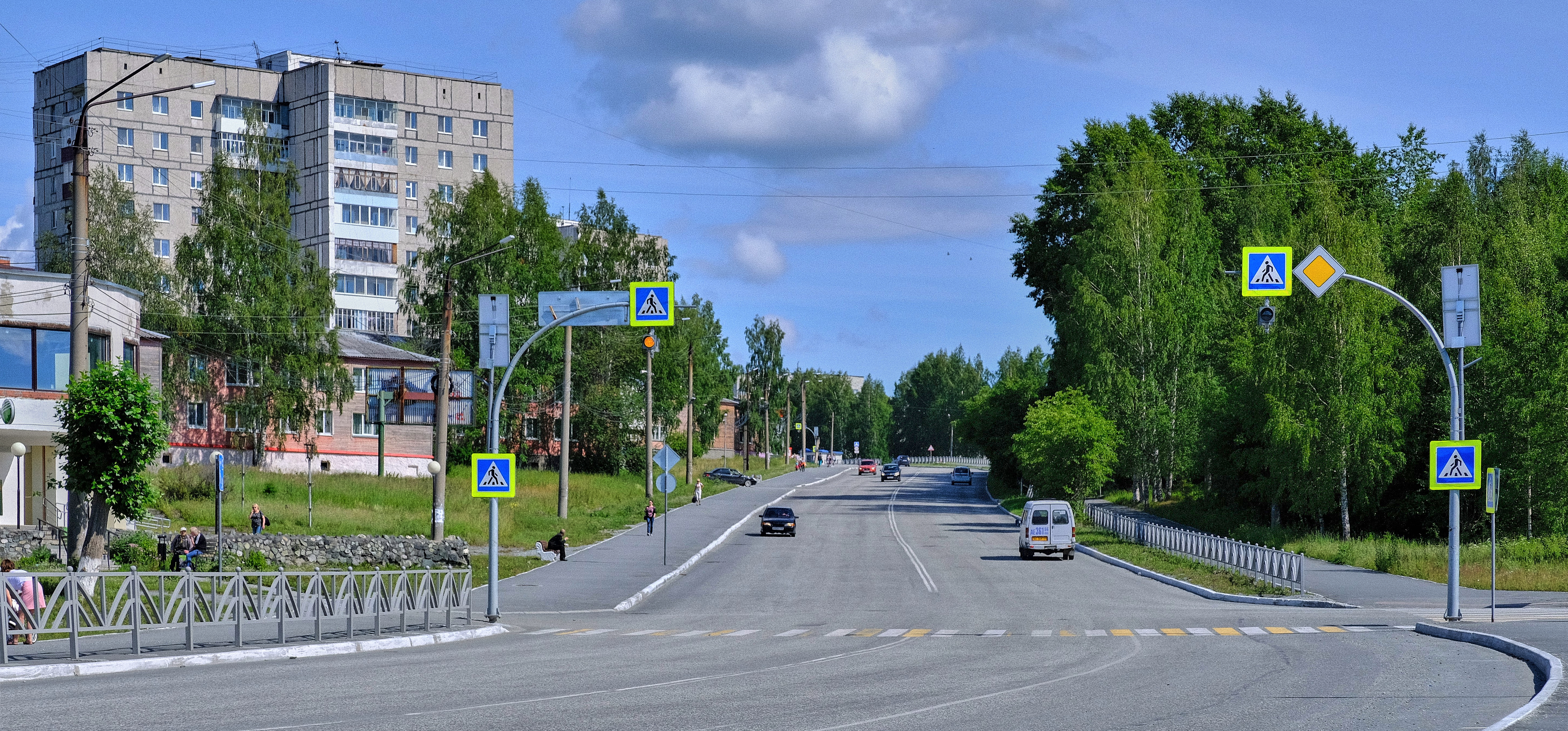
Поворот на юго-западе города
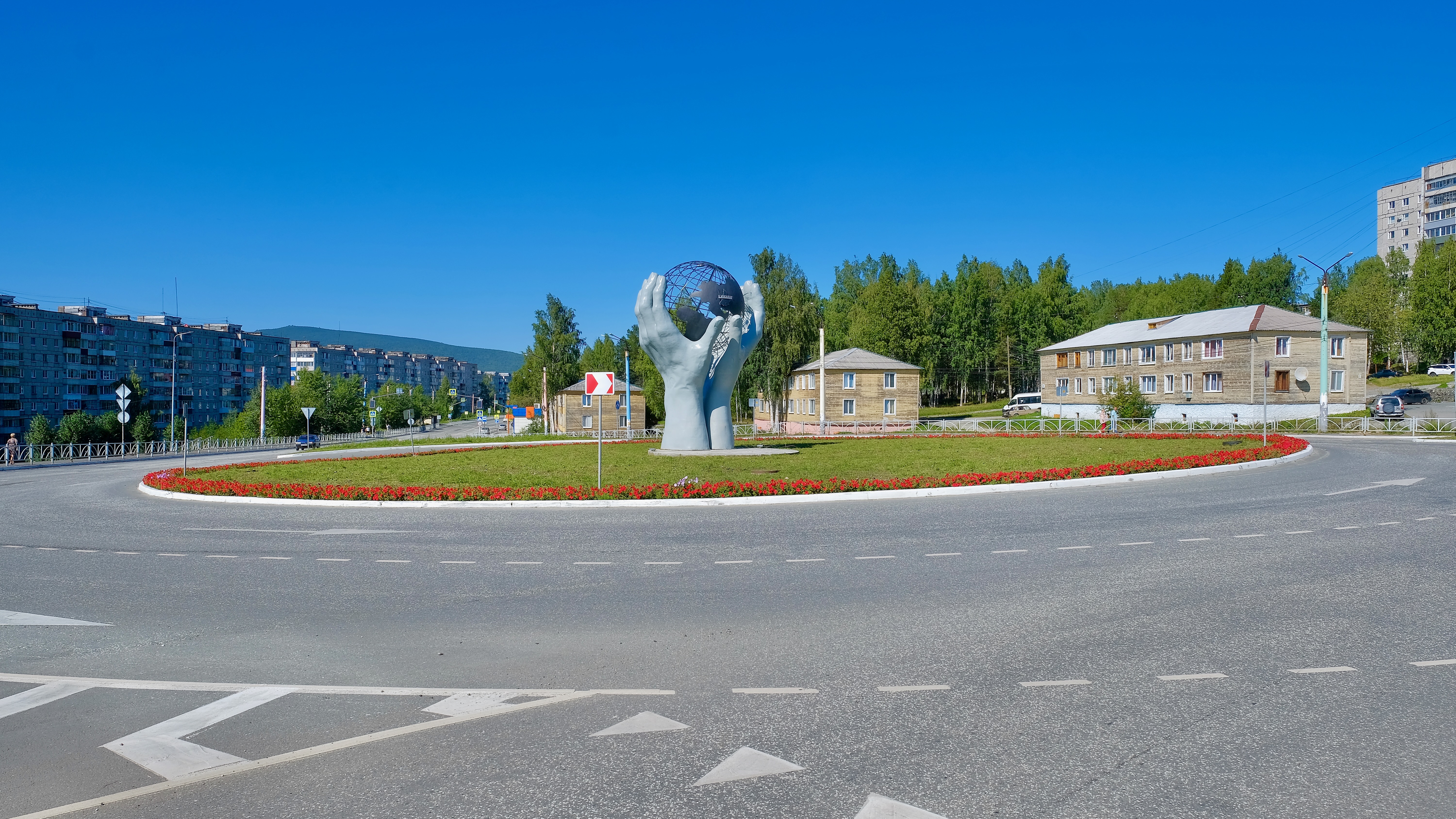
Монумент «Глобус в руках Атланта» на перекрёстке (бывшее «троллейбусное кольцо»)
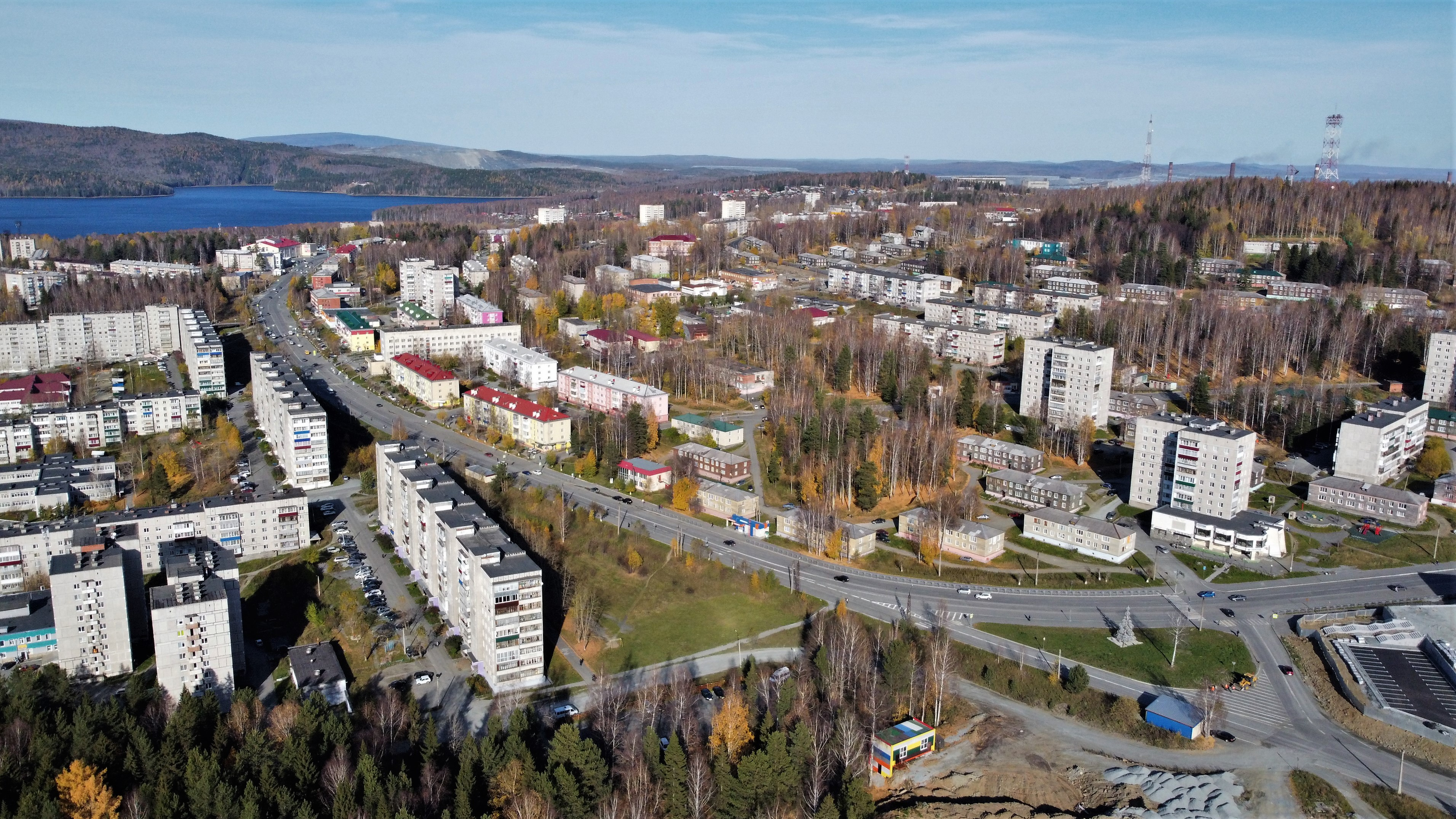
В западной части города между 10-м и 5-м микрорайонами
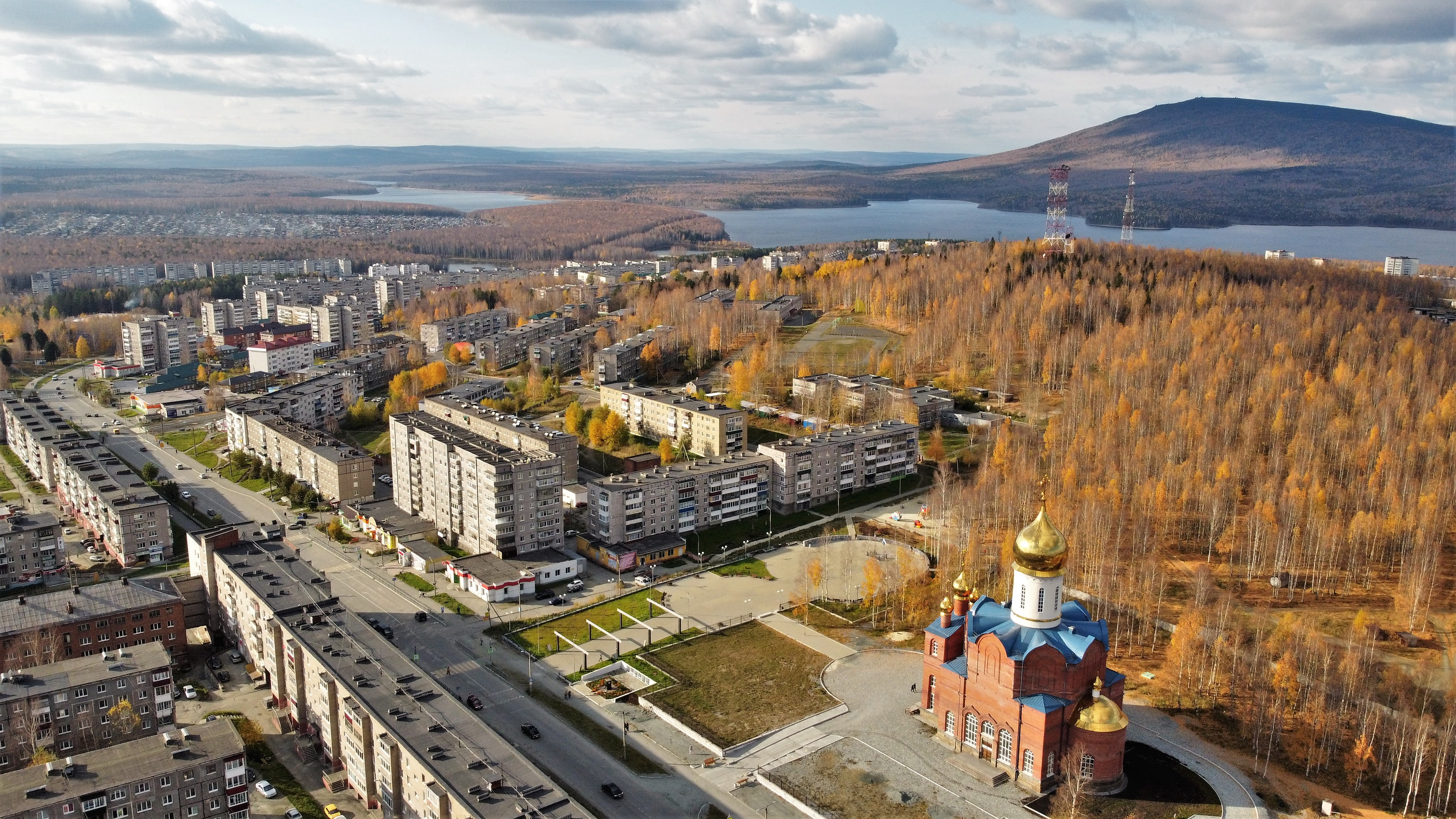
В южной части города, справа церковь Воскресения
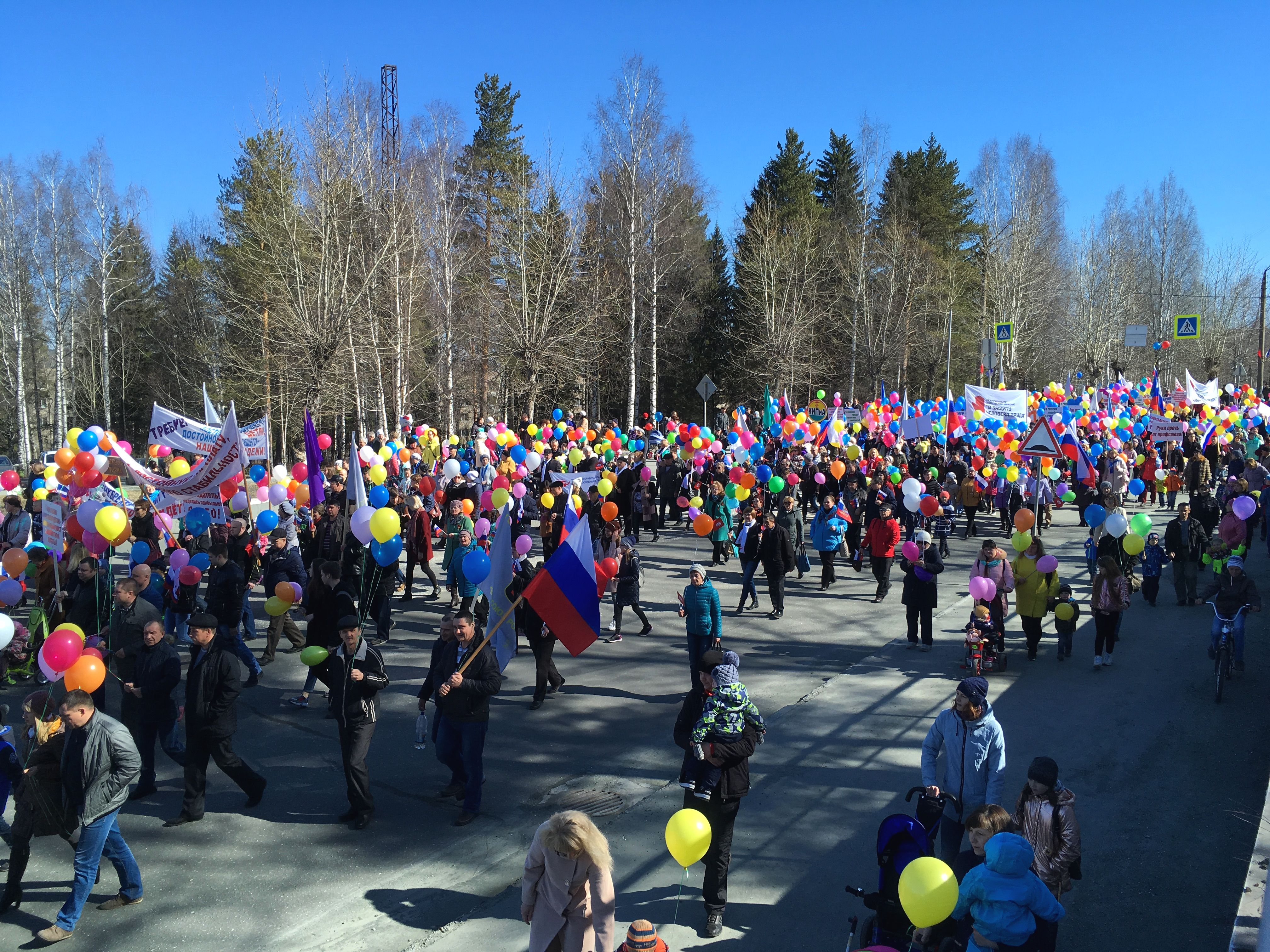
Первомайское шествие на улице в 2018 году
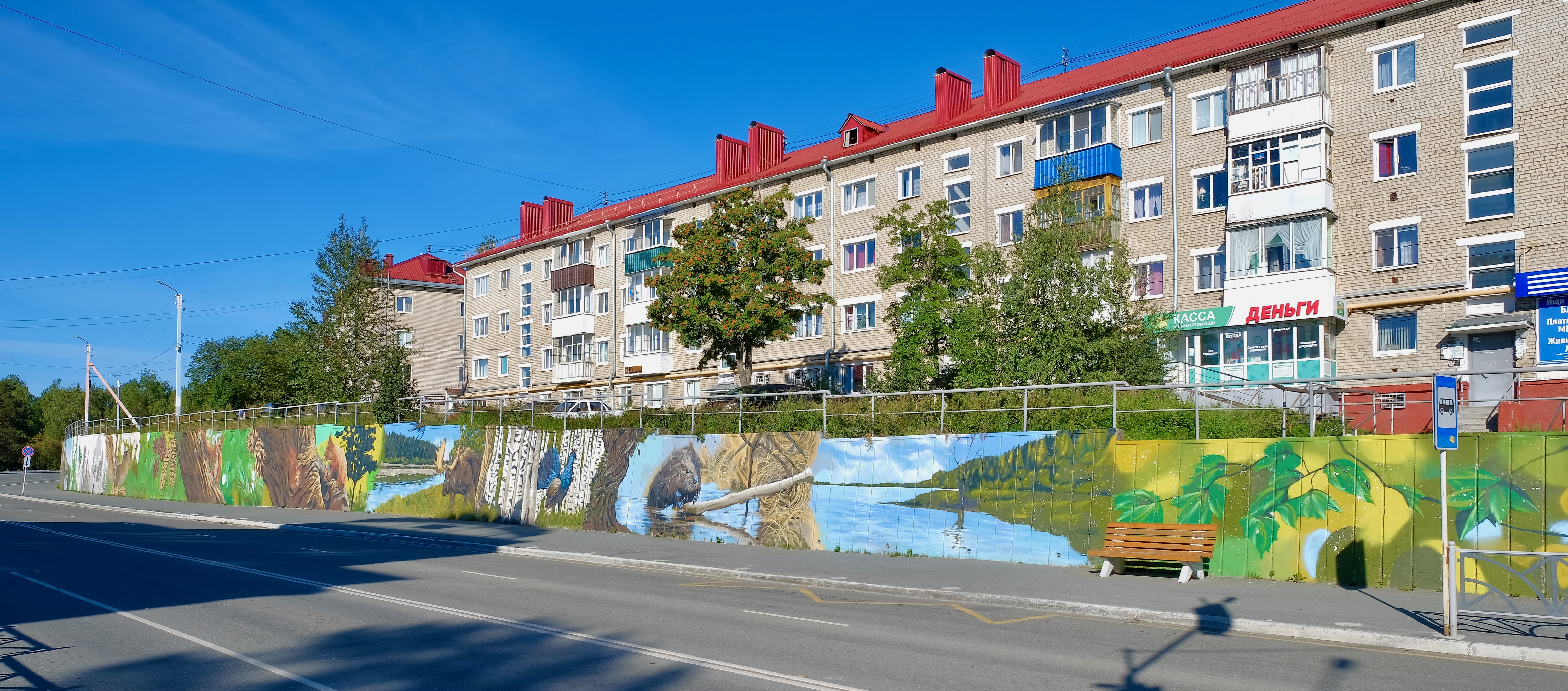
Граффити на подпорной стенке